# Сирант, Сергей Юрьевич
Сергей Юрьевич Сирант (род. 12 апреля 1994, Владивосток, Приморский край) — российский бадминтонист, выступающий в мужском одиночном разряде. Мастер спорта международного класса и член сборной России по бадминтону. Победитель и призёр этапов Кубка мира. Трехкратный чемпион России. Участник Олимпийских игр в Токио 2020.

## Биография
Биография Сергея Юрьевича Сиранта началась на Дальнем Востоке России 12 апреля 1994 года. В приморском городе Владивостоке, где жила семья будущего чемпиона Европы, прошли его детство и юность.
Сережа был активным ребёнком и бадминтоном увлекся в раннем возрасте, но не забывал и играть с товарищами в футбол. Родители поддерживали увлечение сына. Вскоре парень стал показывать неплохие результаты, а тренер Владимир Александрович Ларченко развил и отточил усвоенные подопечным навыки. Именно Ларченко, по словам Сиранта, основал секцию бадминтона во Владивостоке, а заезжие спортсмены из азиатских стран часто устраивали очные встречи.
Сергей активно участвовал в международных турнирах и домашних чемпионатах во время учёбы в Дальневосточном государственном техническом университете, который в 2011 году стал частью ДВФУ.
Первый международный титул приморский спортсмен завоевал на Рижском международном турнире 2015 года. Позже на Всемирной Универсиаде в Республике Корее Сирант победил в двух матчах, однако корейцы были в ударе и забрали все золото турнира.
Ещё будучи студентом, Сергей вместе с Денисом Грачевым привез бронзовую медаль с чемпионата России. Им не удалось одолеть в командном турнире только опытных спортсменов Владимира Малькова и Анатолия Ярцева.
В 2016 году российский бадминтонист дебютировал в составе сборной на чемпионате Европы в Казани, уверенно сыграв против австрийца Луки Врабера. Первый гейм он проиграл со счетом 18:21, но потом выровнялся, совладал с волнением и завершил вторую и третью партии в свою пользу. Позже Сергей в составе университетской команды стал серебряным призёром Универсиады-2016, пропустив вперед лишь москвичей.
Через год третьекурсник ДВФУ стал победителем Кубка России, который прошел в Раменском. В ходе напряженной финальной борьбы Сергей одолел в одиночном разряде московского спортсмена Антона Иванова. В первом гейме Сирант сыграл с небольшим преимуществом — 25:23, вторая партия завершилась в пользу соперника, но в решающей игре спортсмен собрал волю в кулак и победил с хорошим отрывом 21:12.
На чемпионате страны по бадминтону в ноябре 2016 года Сергей поделил бронзу с Георгием Карповым, пропустив, как и раньше, вперед Малькова.
В том же году в польском Любине прошло очередное первенство Европы среди смешанных команд, где в финальном матче сборная России не смогла побороть Данию, уступив со счетом 0:3, и стала серебряным призёром.
На очередном чемпионате Европы, который прошел в Колдинге в 2017 году, Сирант хорошо стартовал, одолев в первом круге одиночного разряда игрока из Турции Эмре Лалу. Однако в следующем поединке он уступил два сета французу Брису Леверде.
Титул чемпиона Европы в биографии бадминтониста появился, когда Сергей сошелся в поединке с Владимиром Мальковым на Open Russia. Первый гейм закончился в пользу саратовца, однако приморец так просто не сдался и отыграл две партии в свою пользу.
В мае 2019 года копилка достижений Сиранта пополнилась золотом Кубка России, который прошел в Казани. В финальной игре спортсмен разбил Георгия Карпова со счетом 21:14, 21:18.
Следом на первенстве мира в Базеле у россиянина неудачно сложилась турнирная сетка, и уже в первом туре Сергей выбыл из соревнований.
В 2020 году во французском городе Льевене прошел чемпионат Европы, где на групповом этапе российская сборная обыграла команды из Австрии, Ирландии и Польши, а в четвертьфинале одолела болгар. В заключительном матче спортсмены уступили более сильной команде из Дании.
В 2022 году Сергей Сирант снова пополнил копилку побед на Кубке России. Он стал чемпионом мужского одиночного разряда, одержав в финале верх над Георгием Карповым (Москва).
В 2023 году Сергей в третий раз стал чемпионом России в мужском одиночном разряде, победив Артура Печёнкина со счетом 21:15, 21:14.
Долгое время Сергей Сирант играл в профессиональной команде «Приморье».

## Участие в Олимпиаде
Олимпиада-2020 должна была проходить в Токио с 24 июля по 9 августа, однако из-за пандемии соревнования перенесли на год. Для Сергея Сиранта участие на Олимпийских играх было дебютным. Спортсмен сборной ОКР одержал первую победу в мужском одиночном разряде бадминтонного турнира на летних Олимпийских играх в Японии в группе J против Гергея Крауса из Венгрии. Сирант победил со счетом 2:0 (21:18, 21:18).
Во втором туре группового этапа российский бадминтонист проиграл представителю Индонезии со счетом 0:2 (12:21, 10:21). По итогам двух матчей 27-летний Сирант набрал 1 очко и финишировал 2-м в турнирной таблице группы J. В 1/8 финала с первого места вышел Энтони Синисука Гинтинг.

## Достижения на международных турнирах
| Время | Событие                            | Соперник          | Счет во встречи               | Место |
| ----- | ---------------------------------- | ----------------- | ----------------------------- | ----- |
| 2015  | Riga International                 | Iztok Utroša      | 21-16, 22-20                  | 1     |
| 2016  | Lithuanian International           | Kasper Lehikoinen | 12-21, 18-21                  | 2     |
| 2016  | Yonex / K&D Graphics International | Riichi Takeshita  | 13-21, 18-21                  | 2     |
| 2017  | Russian Open                       | Vladimir Malkov   | 13-11, 11-5, 6-11, 7-11, 11-4 | 1     |
| 2018  | Brazil International               | Ygor Coelho       | 18-21, 14-21                  | 2     |
| 2019  | Kazakhstan International           | Ditlev Jæger Holm | 13-21, 17-21                  | 2     |